# Église d'Ylihärmä
L’église d'Ylihärmä (finnois : Ylihärmän kirkko) est une église luthérienne située dans le quartier Ylihärmä de Kauhava en Finlande.

## Description
L'église en bois a 24 angles est conçue par Kaapo Hakola le fils d'Antti Hakola.
Sa construction de l'église en 1785 sans permis de construire officiel.
Le permis est délivré en 1786 alors que l'édifice a déjà 14 coudées de hauteur.
sa construction se termine en 1787,. 
Le clocher séparé de style néogothique est construit en 1828.
Dans le cimetière entourant l'église se trouve le mémorial aux héros de la guerre sculpté par Johan Sigfrid Sirén.